# Fia Reisek
Ann-Sofi "Fia" Reisek, född 1985, är en svensk armbrytare som kommer från byn Ensamheten i Storumans kommun i Lappland. Hon är kusin till Heidi Andersson, som också är armbrytare.

## Meriter
- 28 SM-guld
- 4 VM-guld
- 4 EM-guld

Reisek har också ett antal VM-silver och VM-brons. Hon har medaljer i viktklasserna -55kg -60kg -65kg -70kg och -80kg internationellt, samt SM-guld i +80kg klassen.